# Moisés de la Vara
Moisés de la Vara (Guadalajara, Jalisco, México; 13 de agosto de 1997) es un piloto de automovilismo mexicano. En 2020 compitió en la Indy Pro 2000 con DEForce Racing.
En el pasado perteneció en Escudería Telmex.

## Carrera

### Inicios
A finales de 2014, De la Vara empezó a practicar en los Karts. Participó en diferentes campeonatos de karting en Estados Unidos, como la Rotax Max US Open, la Rotax Max Challenge Grand National, la Rotax Max Pro-Kart Challenge.

### Fórmula 4
De la Vara debutaría en campeonatos de monoplazas en 2015 en el Campeonato NACAM de Fórmula 4 con MomoF4, logrando una victoria en el campeonato. Para el 2016 disputaría el Campeonato de Estados Unidos de Fórmula 4 con Leading Edge Grand Prix y Global Racing Group, logrando solo obtener un podio. 
Para la temporada 2017-18, disputaría denuedo la F4 Mexicana con el equipo Scuderia Martiga EG, logrando en 22 carreras, 9 victorias, 7 poles, 8 vueltas rápidas y 16 podios, logrando sumar 386 puntos y obteniendo el campeonato de pilotos.

## Resumen de carrera
| Temporada | Categoría                                 | Equipo                  | Carreras | Victorias | Poles | VR | Podios | Puntos | Pos. |
| --------- | ----------------------------------------- | ----------------------- | -------- | --------- | ----- | -- | ------ | ------ | ---- |
| 2015-16   | Campeonato NACAM de Fórmula 4             | MomoF4                  | 21       | 1         | 0     | 0  | 1      | 100    | 8.º  |
| 2016      | Indy Pro 2000 - Clase Nacional            | DEForce Racing          | 3        | 1         | 0     | 0  | 2      | 52     | 5.º  |
| 2016      | Campeonato de Estados Unidos de Fórmula 4 | Leading Edge Grand Prix | 12       | 0         | 0     | 0  | 1      | 71     | 7.º  |
| 2016      | Campeonato de Estados Unidos de Fórmula 4 | Global Racing Group     | 3        | 0         | 0     | 0  | 0      | 71     | 7.º  |
| 2016-17   | Campeonato NACAM de Fórmula 4             | MomoF4 Team             | 3        | 0         | 0     | 0  | 0      | 248    | 4.º  |
| 2016-17   | Campeonato NACAM de Fórmula 4             | Scuderia Martiga EG     | 20       | 3         | 2     | 4  | 7      | 248    | 4.º  |
| 2017      | Campeonato Nacional U.S. F2000            | DEForce Racing          | 10       | 0         | 0     | 0  | 0      | 98     | 12.º |
| 2017      | Campeonato de Estados Unidos de Fórmula 4 | DEForce Racing          | 6        | 0         | 0     | 0  | 0      | 0      | 31.º |
| 2017-18   | Campeonato NACAM de Fórmula 4             | Scuderia Martiga EG     | 22       | 9         | 7     | 8  | 16     | 386    | 1.º  |
| 2018      | Indy Pro 2000                             | DEForce Racing          | 5        | 0         | 0     | 0  | 0      | 75     | 15.º |
| 2019      | Indy Pro 2000                             | DEForce Racing          | 16       | 0         | 0     | 0  | 0      | 198    | 8.º  |
| 2020      | Indy Pro 2000                             | DEForce Racing          | 14       | 0         | 0     | 0  | 0      | 163    | 12.º |
| Fuente:   |                                           |                         |          |           |       |    |        |        |      |

## Resultados

### Campeonato NACAM de Fórmula 4
(Clave) (negrita indica pole position) (cursiva indica vuelta rápida)

| Año     | Equipo | 1   | 1   | 1   | 2   | 2   | 2   | 3   | 3   | 3   | 4   | 4   | 4   | 5   | 5   | 5   | 6   | 6   | 6   | 7   | 7   | 7   | Pos. | Puntos |
| ------- | ------ | --- | --- | --- | --- | --- | --- | --- | --- | --- | --- | --- | --- | --- | --- | --- | --- | --- | --- | --- | --- | --- | ---- | ------ |
| 2015-16 | MomoF4 | PUE | PUE | PUE | AGS | AGS | AGS | SLP | SLP | SLP | EDM | EDM | EDM | PUE | PUE | PUE | MTY | MTY | MTY | AHR | AHR | AHR | 8.º  | 100    |
| 2015-16 | MomoF4 | 10  | 7   | Ret | 6   | 12  | 10  | 8   | 1   | Ret | 6   | 5   | 4   | 7   | 11  | 8   | 9   | 7   | 9   | 10  | 9   | Ret | 8.º  | 100    |

| Año     | Equipo              | 1   | 1   | 1   | 2    | 2    | 3   | 3   | 3   | 4   | 4   | 4   | 5   | 5   | 5   | 6   | 6   | 6   | 7   | 7   | 7   | 8    | 8    | 8    | Pos. | Puntos |
| ------- | ------------------- | --- | --- | --- | ---- | ---- | --- | --- | --- | --- | --- | --- | --- | --- | --- | --- | --- | --- | --- | --- | --- | ---- | ---- | ---- | ---- | ------ |
| 2016-17 | MomoF4 Team         | COA | COA | COA | AHR1 | AHR1 | PUE | PUE | PUE | MER | MER | MER | CAN | CAN | CAN | MTY | MTY | MTY | SLP | SLP | SLP | AHR2 | AHR2 | AHR2 | 4.º  | 248    |
| 2016-17 | MomoF4 Team         | 7   | 6   | 4   |      |      |     |     |     |     |     |     |     |     |     |     |     |     |     |     |     |      |      |      | 4.º  | 248    |
| 2016-17 | Scuderia Martiga EG |     |     |     | 8    | Ret  | 4   | 9   | 9   | 5   | 5   | 2   | 7   | 7   | 1   | 8   | 7   | 1   | 2   | 3   | 2   | 1    | 4    | 8    | 4.º  | 248    |

| Año     | Equipo              | 1    | 1    | 2    | 2    | 3   | 3   | 3   | 4   | 4   | 4   | 5   | 5   | 5   | 6   | 6   | 6   | 7   | 7   | 7   | 8    | 8    | 8    | Pos. | Puntos |
| ------- | ------------------- | ---- | ---- | ---- | ---- | --- | --- | --- | --- | --- | --- | --- | --- | --- | --- | --- | --- | --- | --- | --- | ---- | ---- | ---- | ---- | ------ |
| 2017-18 | Scuderia Martiga EG | AHR1 | AHR1 | AHR2 | AHR2 | EDM | EDM | EDM | PUE | PUE | PUE | AGS | AGS | AGS | MER | MER | MER | MTY | MTY | MTY | AHR3 | AHR3 | AHR3 | 1.º  | 386    |
| 2017-18 | Scuderia Martiga EG | 2    | 1    | 5    | 1    | 1   | 2   | 1   | 3   | Ret | 2   | 7   | 2   | 1   | 3   | 1   | 3   | 1   | 1   | 1   | 4    | 8    | 4    | 1.º  | 386    |